# Smittia avicorneata
Smittia avicorneata är en tvåvingeart som beskrevs av Chaudhuri och Bhattacharyay 1989. Smittia avicorneata ingår i släktet Smittia och familjen fjädermyggor. Inga underarter finns listade i Catalogue of Life.